# Radnevo
Radnevo (búlgaro:Раднево) é uma cidade da Bulgária, localizada no distrito de Stara Zagora. A sua população era de 13,384 habitantes segundo o censo de 2010.

## População
| Radnevo | Radnevo | Radnevo | Radnevo | Radnevo | Radnevo | Radnevo | Radnevo | Radnevo | Radnevo | Radnevo | Radnevo | Radnevo | Radnevo | Radnevo | Radnevo | Radnevo | Radnevo | Radnevo | Radnevo |
| --- | ------- | ------- | ------- | ------- | ------- | ------- | ------- | ------- | ------- | ------- | ------- | ------- | ------- | ------- | ------- | ------- | ------- | ------- | ------- |
| Ano | 1887    | 1910    | 1934    | 1946    | 1956    | 1965    | 1975    | 1985    | 1992    | 2001    | 2002    | 2003    | 2004    | 2005    | 2006    | 2007    | 2008    | 2009    | 2010    |
| População |         |         |         | …       | …       | 5,603   | 10,729  | 12,993  | 14,447  | 14,496  | 14,595  | 14,461  | 14,229  | 14,057  | 13,794  | 13,721  | 13,480  | 13,470  | 13,384  |
| Fontes: Instituto Nacional de Estatísticas, „citypopulation.de“, „pop-stat.mashke.org“, Bulgarian Academy of Sciences |         |         |         |         |         |         |         |         |         |         |         |         |         |         |         |         |         |         |         |